# Casa Sardà i Salvany
LA Casa Sardà i Salvany és una obra eclèctica de Sabadell (Vallès Occidental) inclosa a l'Inventari del Patrimoni Arquitectònic de Catalunya.

## Descripció
Casal entre mitgeres, de quatre cossos, format per planta baixa i dos pisos. Presenta una façana senzilla, amb balcons al primer pis i finestres al segon. Totes aquestes obertures de forma rectangular. Destaquen els esgrafiats i que són fruit de la reforma realitzada el 1920. A l'interior hi ha cambres neoclàssiques i un oratori.

## Història
Va ser la casa pairal del Doctor Sardà i Salvany i posteriorment "Asil dels Avis Desamparats". Al març del 1982 va ser objecte d'un inici d'enderroc que va afectar les plantes pis i a la coberta.